# Przestrzeń liniowo-topologiczna lokalnie wypukła
Przestrzeń liniowo-topologiczna lokalnie wypukła – przestrzeń liniowo-topologiczna mająca bazę lokalną złożoną ze zbiorów wypukłych. Ze względu na dobre własności jest to ważna klasa przestrzeni liniowo-topologicznych rozważanych w analizie funkcjonalnej.

## Twierdzenia wykorzystujące lokalną wypukłość przestrzeni
- twierdzenie Kakutaniego o punkcie stałym
- twierdzenie Markowa-Kakutaniego
- twierdzenie Mazura
- twierdzenie o oddzielaniu
- twierdzenie Schaudera-Tichonowa
- pewne wersje twierdzenia Krejna-Milmana

Słabe domknięcie podzbiorów wypukłych przestrzeni liniowo-topologicznych lokalnie wypukłych pokrywa się z domknięciem (według wyjściowej topologii).